# Kwelderglimmer
De kwelderglimmer (Amara convexiuscula) is een keversoort uit de familie van de loopkevers (Carabidae). De wetenschappelijke naam van de soort werd in 1802 gepubliceerd door Thomas Marsham.